# Servon-sur-Vilaine
 Servon-sur-Vilaine  es una población y comuna francesa, situada en la región de Bretaña, departamento de Ille y Vilaine, en el distrito de Rennes y cantón de Châteaugiron.

## Demografía
| 1311 | 1284 | 1503 | 1995 | 2494 | 2916 |
| Para los censos de 1962 a 1999 la población legal corresponde a la población sin duplicidades (Fuente: INSEE [Consultar]) |      |      |      |      |      |